# Jeux afro-asiatiques de 2003
Les Jeux afro-asiatiques de 2003 ou Premiers Jeux afro-asiatiques sont la première et unique édition des Jeux afro-asiatiques, une compétition internationale multi-sports où s'affrontent des sportifs d'Afrique et d'Asie. Ces Jeux ont lieu à Hyderabad, en Inde, du 24 octobre au 1er novembre 2003 (sauf le football et le hockey, qui ont commencé respectivement les 22 et 23 octobre), sous l'organisation conjointe du Conseil olympique d'Asie et de l'Association des Comités Nationaux Olympiques d'Afrique.
Il s'agit du plus grand événement sportif jamais organisé à Hyderabad, et un des plus importants en Inde, jusqu'aux Jeux du Commonwealth de 2010. Plus de 2000 athlètes de 96 pays y concourent dans 131 épreuves dans huit disciplines.
Ces jeux, cependant, ont eu peu de portée, puisque les 96 nations participent à seulement 8 sports, et seul un record du monde est battu : Sun Dan, une haltérophile chinoise, a soulevé 168,5 kg dans la catégorie des plus de 75 kg. 
37 pays ont gagné au moins une médaille dans ces jeux, l'Asie remportant 82 médailles et l'Afrique 49.

## Liste des sports représentés
(Entre parenthèses le nombre d'épreuves)
- Athlétisme (41) (résultats détaillés)
- Boxe anglaise (11)
- Football (1)
- Haltérophilie (15)
- Hockey sur gazon (2)
- Natation (38)
- Tennis (7)
- Tir sportif (16)

## Nations participantes

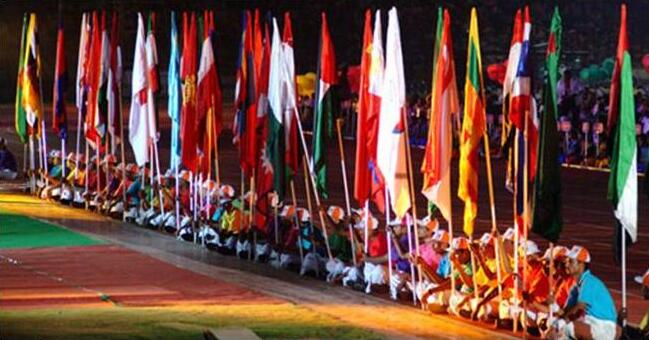
Les porte-drapeaux lors de la cérémonie d'ouverture

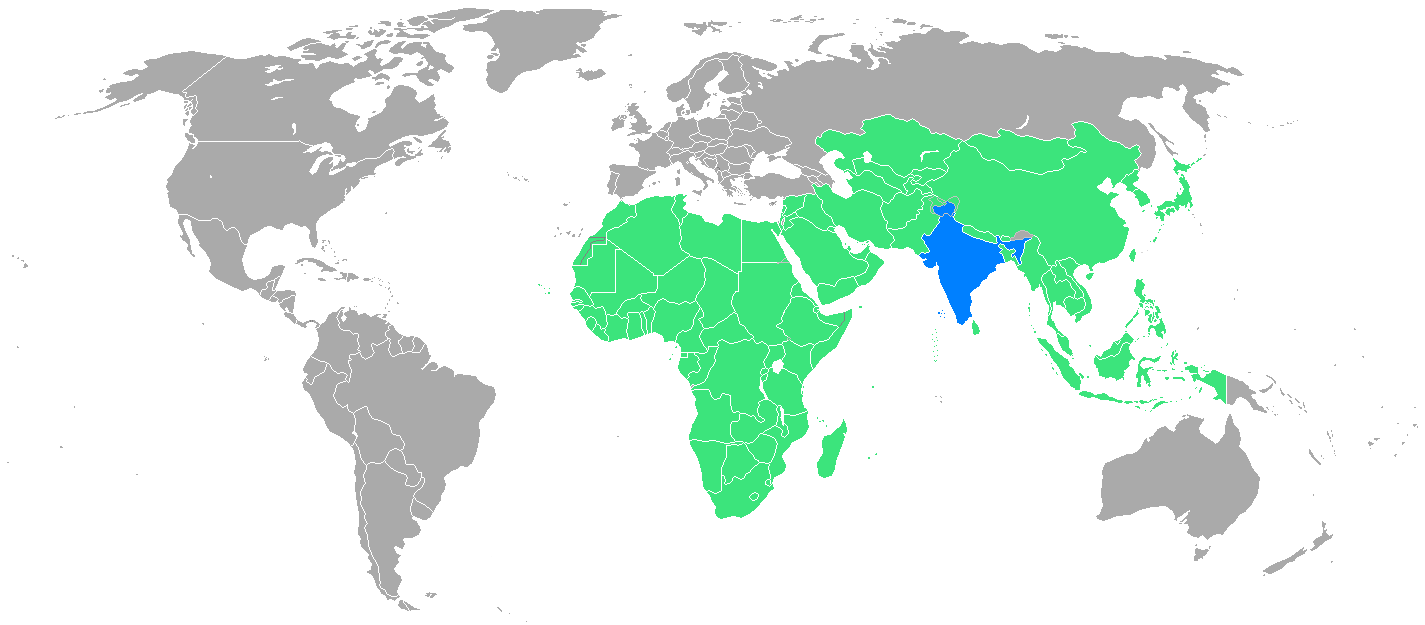
Nations participantes

43 nations asiatiques et 53 nations africaines participent à la compétition :
- Afghanistan
- Afrique du Sud
- Algérie
- Angola
- Arabie saoudite
- Bahreïn
- Bangladesh
- Bénin
- Bhoutan
- Birmanie
- Botswana
- Brunei
- Burkina Faso
- Burundi
- Cambodge
- Cameroun
- Cap-Vert
- République centrafricaine
- Chine
- Chinese Taipei
- Comores
- République du Congo
- République démocratique du Congo
- Corée du Nord
- Corée du Sud
- Côte d'Ivoire
- Djibouti
- Égypte
- Émirats arabes unis
- Érythrée
- Éthiopie
- Gabon
- Gambie
- Ghana
- Guinée
- Guinée-Bissau
- Guinée équatoriale
- Hong Kong
- Inde (pays hôte)
- Indonésie
- Irak
- Iran
- Japon
- Jordanie
- Kazakhstan
- Kenya
- Kirghizistan
- Koweït
- Laos
- Lesotho
- Liban
- Liberia
- Libye
- Madagascar
- Malaisie
- Malawi
- Maldives
- Mali
- Maroc
- Maurice
- Mauritanie
- Mongolie
- Mozambique
- Namibie
- Népal
- Niger
- Nigeria
- Oman
- Ouganda
- Ouzbékistan
- Pakistan
- Palestine
- Philippines
- Qatar
- Rwanda
- Sao Tomé-et-Principe
- Sénégal
- Seychelles
- Sierra Leone
- Singapour
- Somalie
- Soudan
- Sri Lanka
- Eswatini
- Syrie
- Tadjikistan
- Tanzanie
- Tchad
- Thaïlande
- Togo
- Tunisie
- Turkménistan
- Viêt Nam
- Yémen
- Zambie
- Zimbabwe

## Tableau des médailles
Les cinq premières nations sont :
- Pays organisateur

| Rang | Nation         | Or | Argent | Bronze | Total |
| ---- | -------------- | -- | ------ | ------ | ----- |
| 1    | Chine          | 25 | 11     | 5      | 41    |
| 2    | Inde           | 19 | 32     | 29     | 80    |
| 3    | Japon          | 15 | 6      | 2      | 23    |
| 4    | Nigeria        | 10 | 12     | 13     | 35    |
| 5    | Afrique du Sud | 10 | 11     | 15     | 36    |